# Frondella
El Frondella o pic de la Frondella és una muntanya de 3.071 m d'altitud, amb una prominència de 118 m, que es troba al massís de Balaitús a la província d'Osca (Aragó).
La primera ascensió la van realitzar Edouard Wallon i Clénent Latour l'any 1879.